# Pyenganella
Pyenganella is een geslacht van hooiwagens uit de familie Triaenonychidae.
De wetenschappelijke naam Pyenganella is voor het eerst geldig gepubliceerd door Hickman in 1958. 

## Soorten
Pyenganella is monotypisch en omvat slechts de volgende soort:
- Pyenganella striata